# Gerret Pieter Rouffaer

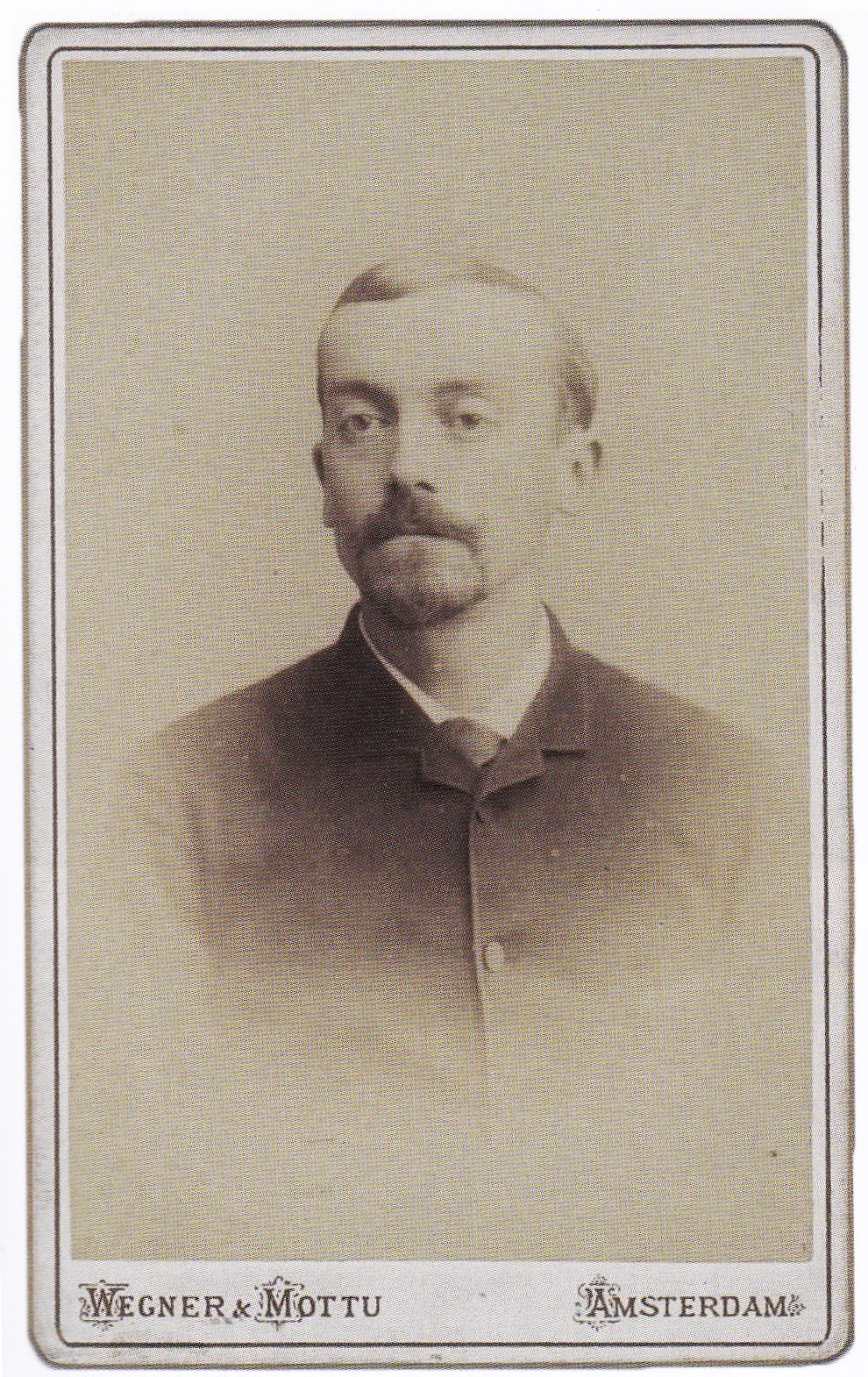
Gerret Pieter Rouffaer in 1890.

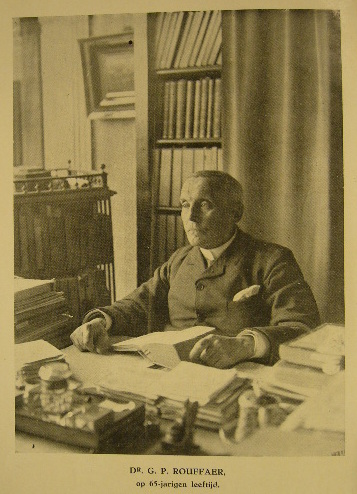
Rouffaer op zijn 65ste, 1925-1926

Gerret Pieter Rouffaer (Kampen, 7 juli 1860 - 's-Gravenhage, 8 januari 1928) was een veelzijdig wetenschappelijk onderzoeker van Indonesië, destijds Nederlands-Indië. Zonder academische opleiding beschouwde hij zichzelf als een "vrij werker". Hij publiceerde over schilderkunst, kunstnijverheid, archeologie, geschiedenis, volkenkunde, aardrijkskunde en cartografie van Indonesië, waarbij hij zich inleefde in de Indonesische kant van de zaak.

## Jeugd en opleiding
Rouffaer werd in 1860 in Kampen geboren als zoon van Benjamin Rouffaer, kapitein bij de koopvaardij, en Johanna Suzanna Bondam. Hij volgde de HBS en schreef zich in 1877 in aan de Polytechnische School te Delft. Hij studeerde voor mijningenieur, maar stopte na twee jaar. Hij maakte toen lange kunstreizen door Europa en deed veel zelfstudie.

## Nederlands-Indië
Toen zijn zus, bij wie hij in Diepenveen inwoonde overleed, vertrok hij deels uit bewondering voor Multatuli naar Batavia, waar hij eind 1885 aankwam. Aanvankelijk deed hij onderzoek naar de zaak-Multatuli en twijfelde aan de liberaal-koloniale opvattingen van die tijd. Rouffaer had kritiek op het gebrek aan inlevingsvermogen van Douwes Dekker in de cultuur van Bantam.
In 1886-1887 bestudeerde Rouffaer de landbouw in de vorstenlanden. Vanwege malaria keerde hij terug naar Nederland en Spanje en hervatte daarna zijn Indische studies. Als vrijwilliger ordende hij de kaartenverzameling van het Koninklijk Instituut voor de Taal-, Land- en Volkenkunde van Nederlandsch-Indië (KITLV) en voltooide in 1902 de catalogus van de bibliotheek van het KITLV en het Indisch Genootschap. Hij schonk boeken aan het KITLV en legde daar een fotoverzameling uit.
In opdracht van minister A.W.F. Idenburg schreef hij met vijf co-auteurs (onder wie C.Th. van Deventer) een kritisch beleidsrapport Overzicht van den economischen toestand der Inlandsche bevolking van Java en Madoera ('s-Gravenhage, 1904).
Hij werd in 1901 secretaris van de Commissie van Bijstand der Oudheidkundige Commissie en bereidde de restauratie van de Borobudur mede voor. Met de NV Bocalan wilde hij meer bekendheid geven aan Indonesische kunst. In 1906 werd hij secretaris van het Koninklijk Nederlandsch Aardrijkskundig Genootschap en in 1908 was hij secretaris en medeoprichter van De Linschoten-Vereeniging. Voor zijn verdiensten voor de studie van Nederlands-Indië ontving Rouffaer in 1921 een eredoctoraat van de Rijksuniversiteit Leiden.

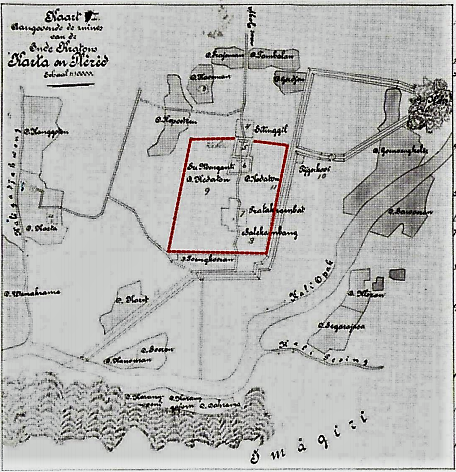
Rouffaer: Kaart van de Kraton Pleret en Karta, Yogyakarta, 1889
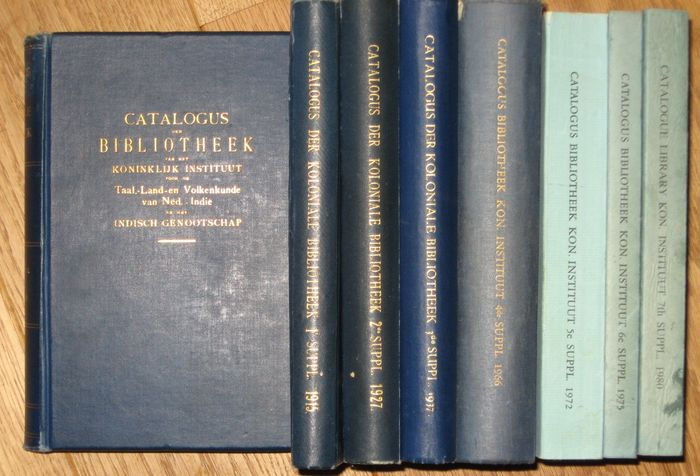
Rouffaer en Muller: Catalogus der Koloniale Bibliotheek van het Kon. Instituut voor de Taal-, Land- en Volkenkunde, 1908
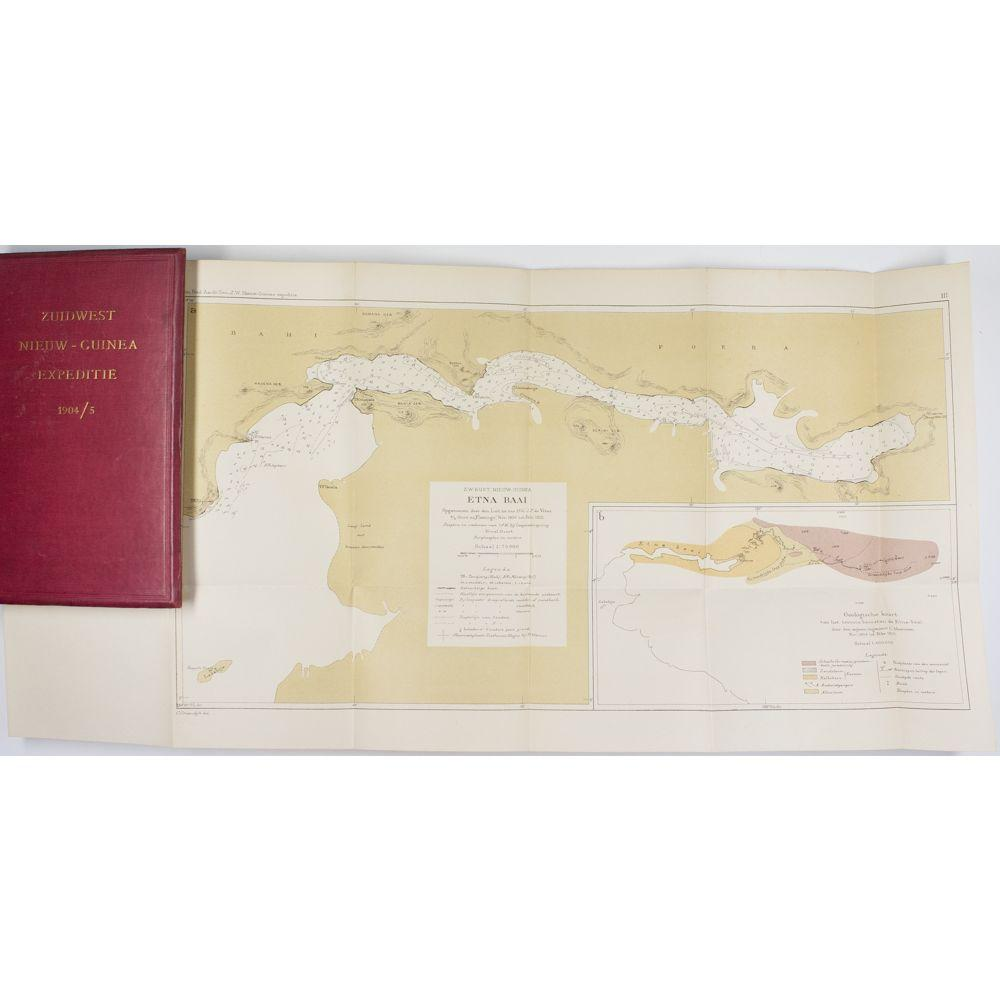
Etna Baai uit Rouffaer, G.P. e.a. - De Zuidwest Nieuw-Guinea-Expeditie 1904-5, 1908
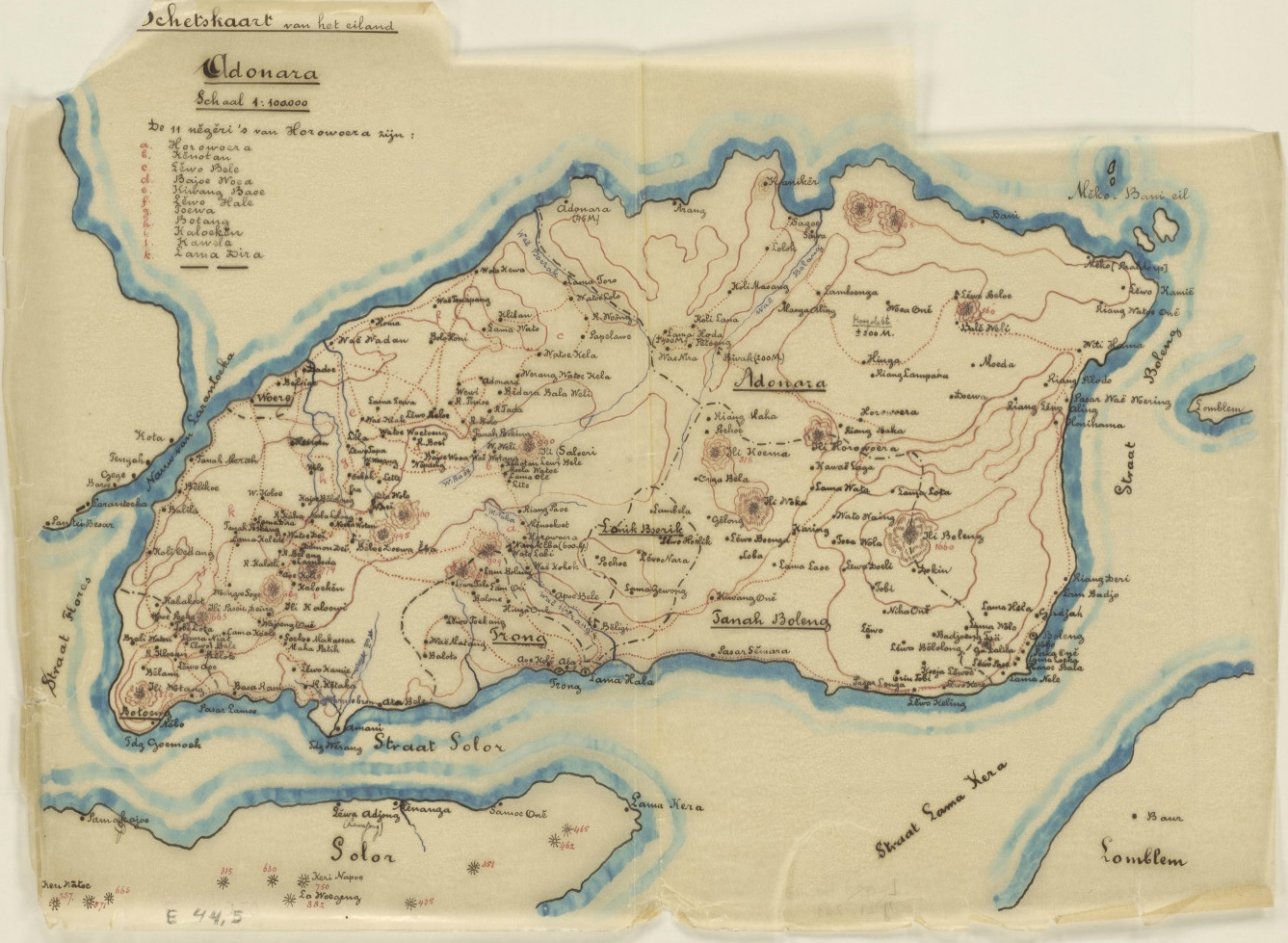
Rouffaer: Kaart van het eiland Adonara, Indonesië, 1910

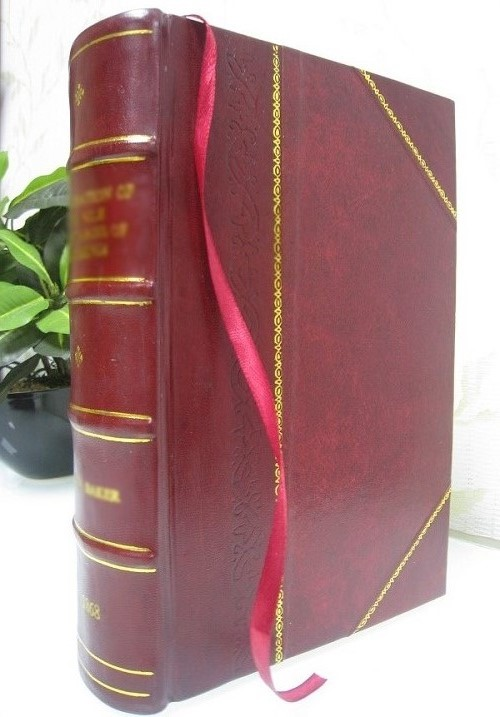
G.P. Rouffaer en H. H. Juynboll - De batik-kunst in Nederlandsch-Indië en haar geschiedenis, 1914 (is dit een algemeen nepplaatje, dus niet het echte boek?)
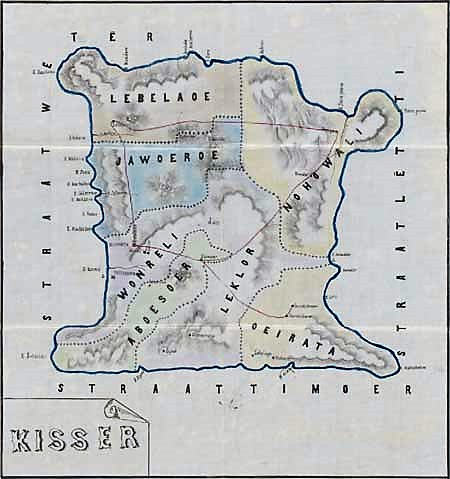
Rouffaer: "Kisser". Kaart van het eiland Kisar bij Timor, datum onbekend
- Handschrift van Rouffaer

## Publicaties

### van Rouffaer
Onder meer
- 1898: Catalogus der land- en zeekaarten toebehoorende aan het Koninklijk Instituut voor de taal-, land- en volkenkunde van Nederlandsch Indië, Koninklijk Instituut voor de Taal-, Land- en Volkenkunde van Nederlandsch Indië, 's-Gravenhage, 1898
- 1899-1914 met H.H. Juynboll en anderen:: De Batik-kunst in Nederlandsch-Indië en haar geschiedenis op grond van materiaal aanwezig in 's Rijks Etnografisch Museum en andere ... verzamelingen in Nederland. (Die Batik-Kunst in Niederländisch-Indien und ihre Geschichte, etc.), Duitse vertaling door J.C.E. Schmeltz, Haarlem 1899-1914
- 1901: "Oost en West": tentoonstelling van Indische kunstnijverheid : groep III: Oost-Indische weefsels, Javaansche batik's en oud-Indische meubelen, 's-Gravenhage, 1901
- 1902: Over ikat's, tjinde's, patola's en chiné's, 's Gravenhage: Gemeenschappelijk Belang, 1902
- 1904: 
  - Nieuwe wegen voor Indische volkenkunde, zonder plaats, [1904]
  - met C.Th. van Deventer, E.B. Kuelstra en D. Fock: Overzicht van den Economischen toestand der Inlandsche Bevolking van Java en Madoera. Met aanhangsel: De voornaamste industrieën der Inlandsche bevolking van Java en Madoera, 's-Gravenhage, M. Nijhoff, 1904
- Een Engelsche expeditie naar Nederlandsch Zuid-Nieuw-Guinea & Mededeelingen.
- 1906: De Hindostansche oorsprong van het "negenvoudig" Sultans-zegel van Atjeh aangetoond o.a. door een merkwaardig Hindostansch schilderij van ca. 1700, tevens onder herkenning eener teekening van Rembrandt, In: Bijdragen tot de taal-, land- en volkenkunde / Journal of the Humanities and Social Sciences of Southeast Asia, 59-1, 1906, 349–384
- 1908:
  - met W.C. Muller (eds.): Catalogus der Koloniale Bibliotheek van het Kon. Instituut voor de Taal-, Land- en Volkenkunde van Ned. Indië en het Indisch Genootschap. Vol. I, KITLV, 's-Gravenhage, Nijhoff, 1908
  - met J. Seyne Kok en N. Adriani: De Zuidwest Nieuw-Guinea-Expeditie, 1904/5, Kon. Ned. Aardrijkskundig Genootschap, Leiden E. J. Brill, 1908
- 1909: Een Engelsche expeditie naar Nederlandsch Zuid-Nieuw Guinea, in: Tijdschrift van het Koninklijk Nederlandsch Aardrijkskundig Genootschap 26, 1909, p. 294-298
- 1910: De Ili Weroung. Een onbekende werkende vulkaan op Lomblen's zuidoostkust, Amsterdam, K.N.A.G., 1910
- 1929 met J. W. IJzerman (eds.): De eerste schipvaart der Nederlanders naar Oost-Indië onder Cornelis de Houtman 1595-1597. Journalen, documenten en andere bescheiden, uitgegeven en toegelicht door Dr G. P. Rouffaer en Dr J. W. IJzerman. III. Verdere bescheiden betreffende de reis
- 1931: Vorstenlanden, 's-Gravenhage, [1931]
- 1988 met A. Ligtvoet en J. Noorduyn: Bima en Sumbawa. Bijdragen tot de Geschiedenis van de Sultanaten Bima en Sumbawa door A. Ligtvoet en G.P. Rouffaer, Series: Verhandelingen van het Koninklijk Instituut voor Taal-, Land- en Volkenkunde, Volume: 129, J. Noorduyn. ISBN 978-90-67-65229-2, 1 Jan 1988.

### over Rouffaer
- H.J. de Graaf, in Bijdragen tot de Taal-, Land- en Volkenkunde/Journal of the Humanities and Social Sciences of Southeast Asia (BKI), 116 (1960) 397-407
- N.J. Krom: 
  - Herdenking van Dr. G.P. Rouffaer, 's Gravenhage, 1928. In BKI 84 (1928) 163-288;
  - Rouffaer (Dr. Gerret Pieter), in Encyclopaedie van Nederlandsch-Indië, 2e dr. ('s-Gravenhage, 1932) VI, 347-349
- W.C. Muller: Publicaties van Dr. Rouffaer, in BKI 84 (1928) 288-299.
- R. Nieuwenhuys, 'Rouffaer en Multatuli', BKI 116 (1960) 408-423 en boek: s-Gravenhage: Nijhoff, 1960.
- Frank Okker: Rouffaer: de laatste Indische ontdekkingsreiziger, Amsterdam: Boom, 2015

## Archief
- Dorothée Buur: Inventaris collectie G.P. Rouffaer, Leiden, Nederland: Koninklijk Instituut voor Taal-, Land- en Volkenkunde, 1990

## Vernoemd
- Een vlinder Delias kummeri Ribbe, 1900 ssp. rouffaer Yagishita, 1993 (kummeri group, ondersoort)[3]
- Tariku (Rouffaer river), Nieuw-Guinea
- Rouffaer Reserve, Nationaal park, Nieuw-Guinea[4]